# Kia Opirus
Der Kia Opirus (Hangeul: 기아 오피러스, Modellcode: GH) ist eine Limousine der koreanischen Automobilmarke Kia, welche dem Segment der oberen Mittelklasse zugerechnet wird. Der Modellname leitet sich von der mesopotamischen Stadt Ophir ab und soll laut Kia Assoziationen zu Luxus und Stil vermitteln. In Nordamerika wurde er jedoch unter dem Namen Amanti verkauft.

## Markteinführung

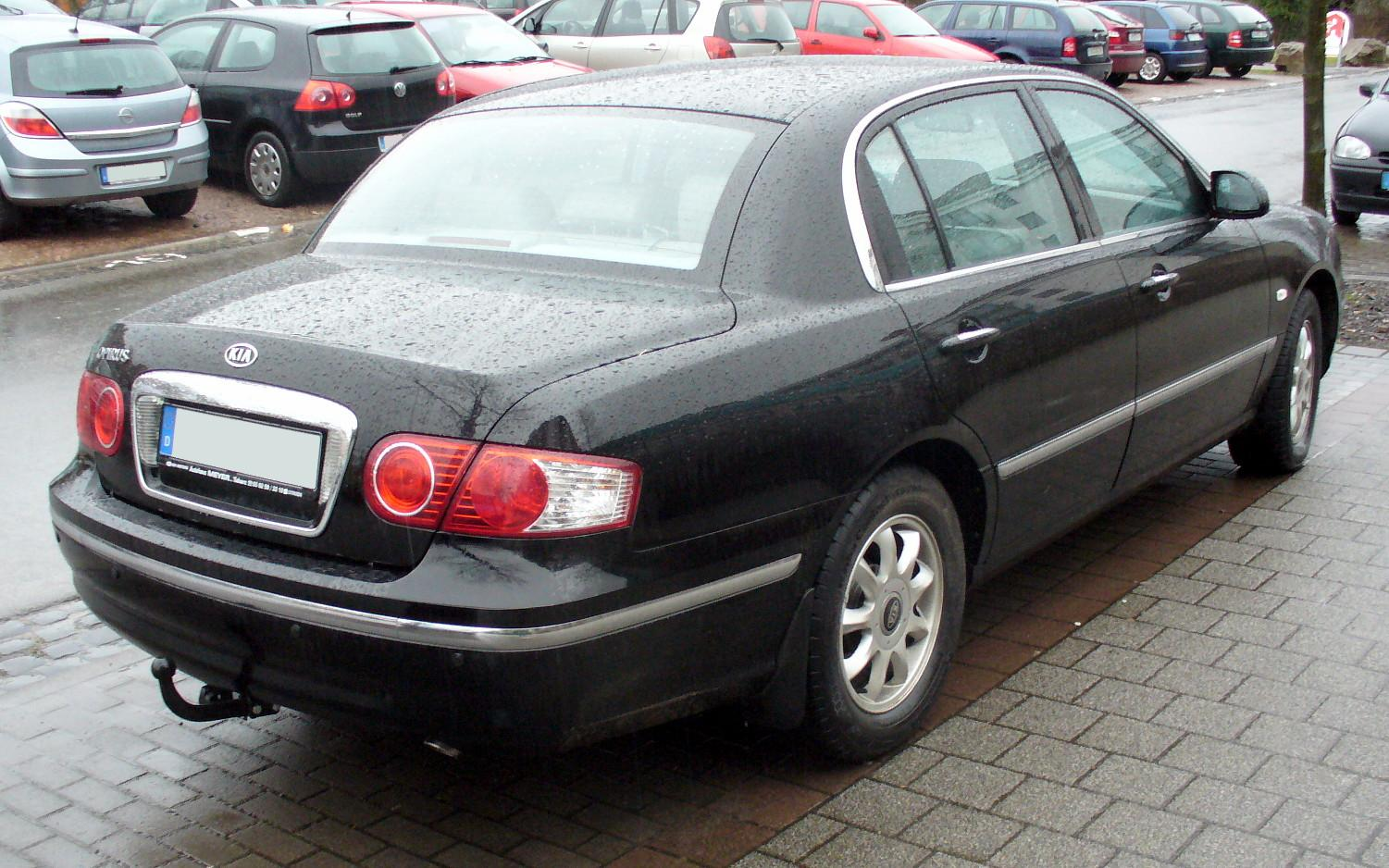
Kia Opirus (2003–2007) Heckansicht

Vorgestellt wurde der Kia Opirus auf dem Genfer Auto-Salon im Frühjahr 2003, ab Oktober 2003 war er auf dem deutschen Markt verfügbar. 
Innerhalb des Pkw-Modellprogramms von Kia nimmt der Opirus die Rolle des bislang größten Modells der Marke ein. Mit Einstiegspreisen ab 39.900 € (Stand: Mai 2007) war er das bis dahin teuerste Modell der Marke. Er war jedoch nicht das erste Modell von Kia in diesem Segment, da bereits 1992 mit dem Kia Potentia, beziehungsweise ab 1997 mit dem Kia Enterprise Fahrzeuge der gehobenen Mittelklasse verfügbar waren. 
Beide Modelle waren jedoch vornehmlich für den (süd-)koreanischen Markt bestimmt und gelangten nicht in den Export nach Europa.

## Modellpflege
Anfang 2007 überarbeitete Kia sein Flaggschiff. Im Rahmen dieses Facelifts wurde unter anderem der große Kühlergrill anders proportioniert, das Vieraugen-Gesicht (zwei Xenon-Scheinwerfer auf jeder Seite) wurde hingegen nur leicht verändert. Das Heck wurde etwas rundlicher und erhielt vertikale Rückleuchten, das Interieur anstelle der Wurzelholz- eine Pianolackoptik. Die Mittelkonsole wurde zudem nach oben abgerundet, anstelle der „Überdachung“ des Originalmodells. Das Leergewicht wurde von 1897 kg auf 1850 kg gesenkt.

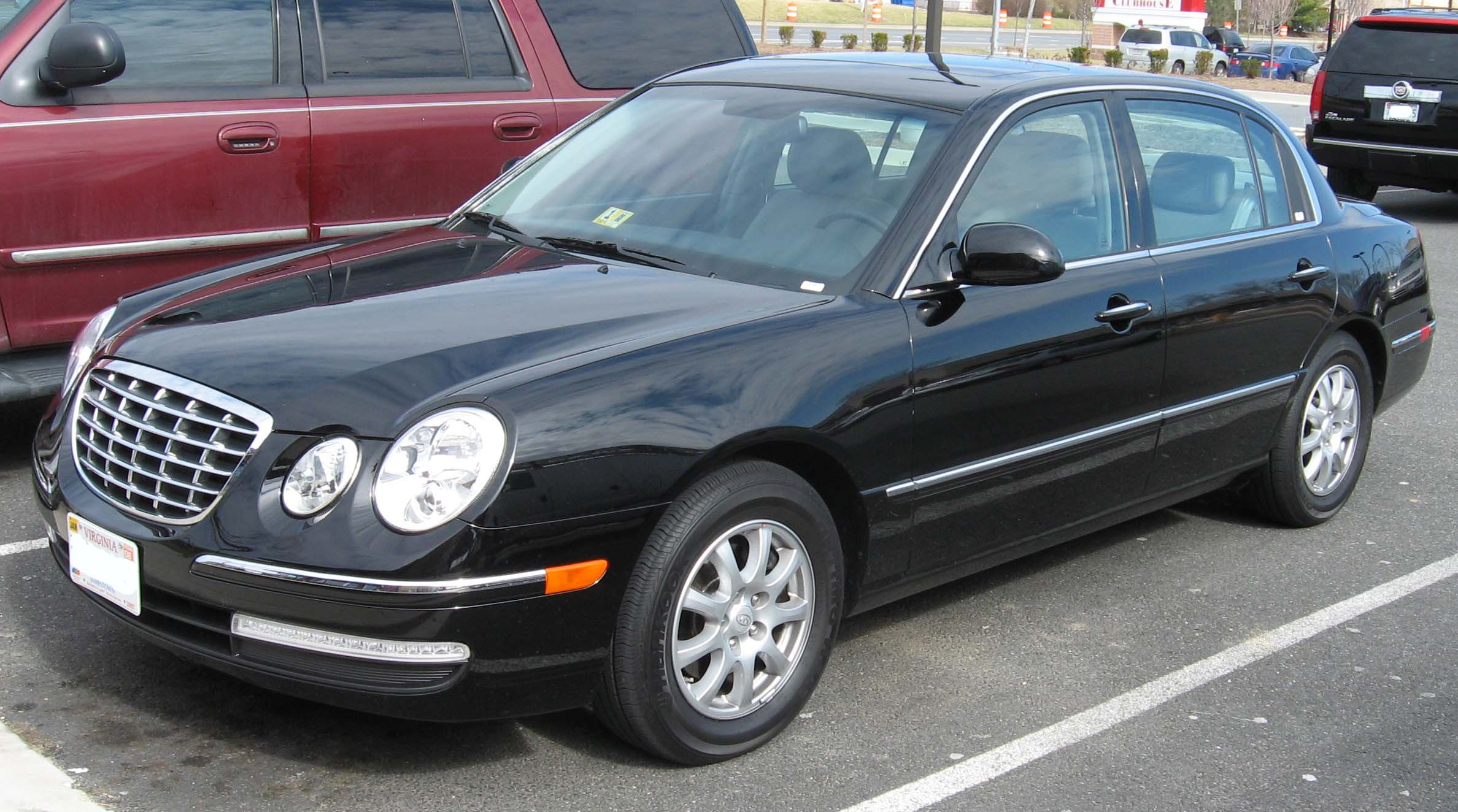
Kia Amanti (2007–2010)
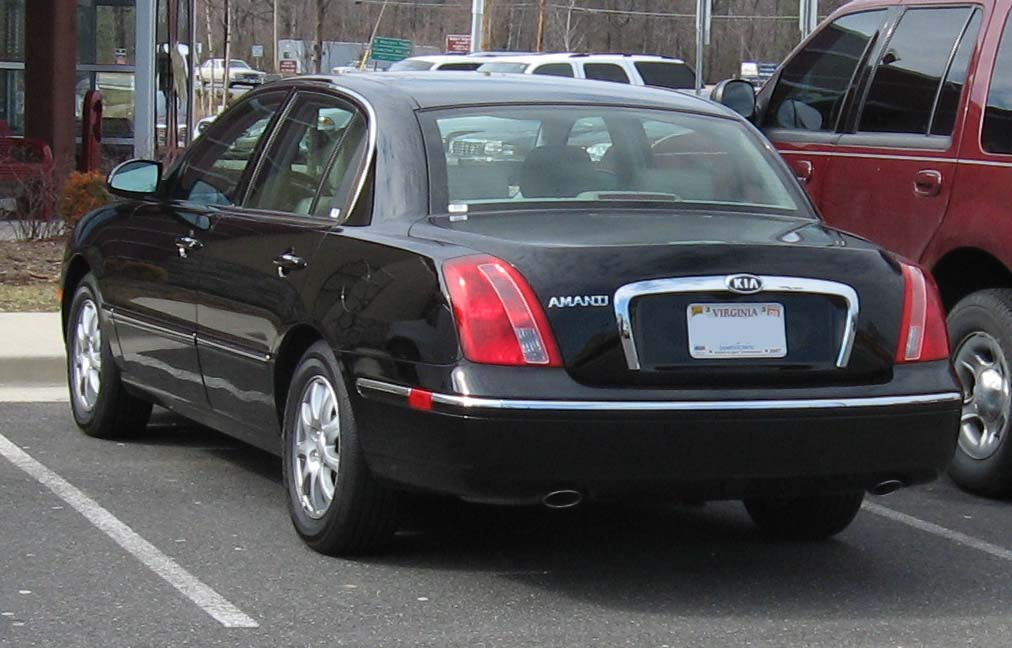
Heckansicht

Sicherheitsseitig wurde die passive Sicherheit verbessert, wodurch der modellgepflegte Opirus das beste Seitencrashergebnis seiner Klasse im amerikanischen IIHS-Test erreichte. Zudem wurde der Mitsubishi-basierende 3,5-l-V6-Motor mit 149 kW (203 PS) durch einen 3,8-l-V6-Motor mit 196 kW (266 PS) aus eigener Entwicklung ersetzt. Mit diesem Motor erreichte das Fahrzeug auch die Euro4-Norm.
Im Frühjahr 2010 endete die Produktion des Opirus.

## Besonderheiten
Produziert wurde der Opirus im Kia-Werk Hwasung. Er gilt als erstes Fahrzeug der Marke Kia, welches nach der Übernahme von Kia durch Hyundai auf einer gemeinsamen Plattform entwickelt wurde. Somit konnten die Entwicklungszeit (22 Monate) verkürzt und die Entwicklungskosten (167 Millionen Euro) reduziert werden.

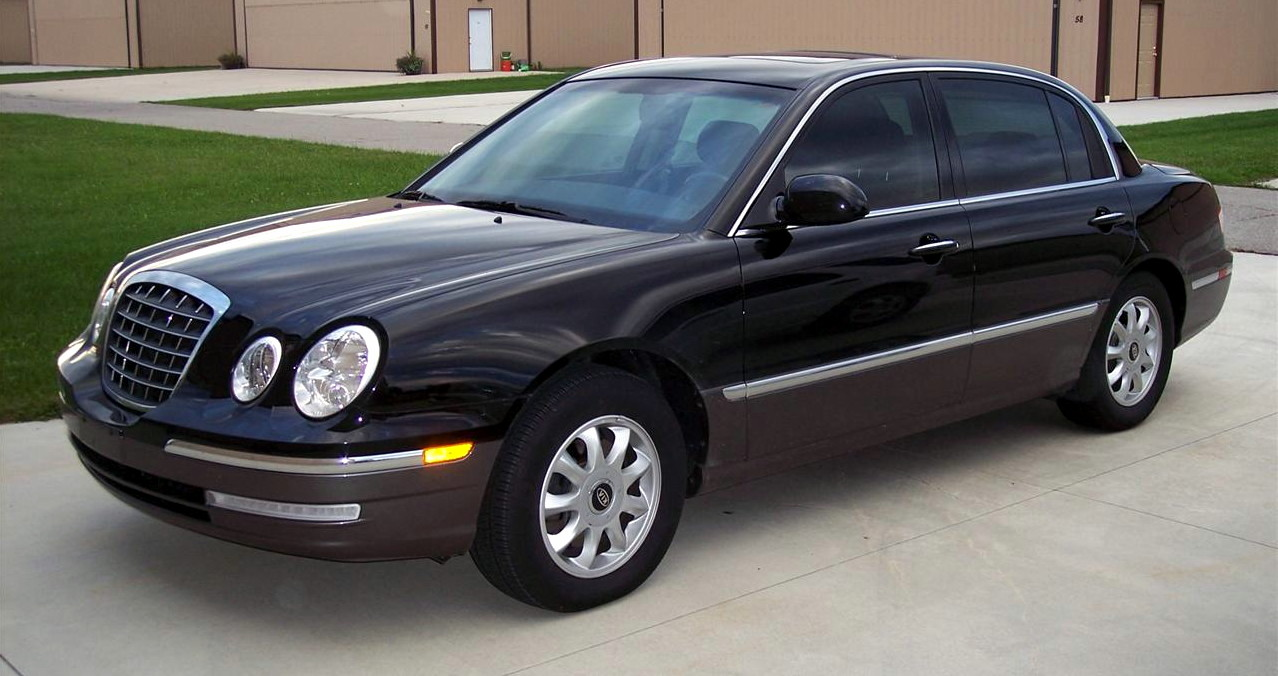
Zweifarbige Lackierung

Optische Anleihen bei europäischen Vorbildern wie der Mercedes-Benz E-Klasse oder dem Jaguar S-Type kann der Wagen insbesondere an der Front nicht leugnen. Charakteristisch ist auch die bei früheren Kia-Modellen erhältliche, optionale zweifarbige Lackierung. Auf einigen Märkten war das Modell ab 2007 auch mit Kameras an Heck und beiden Frontseiten ausgestattet, um die Abmessungen für den Fahrer besonders an Hausecken besser handhabbar zu machen. Technisch teilt sich der ausschließlich als viertürige Limousine mit Frontantrieb erhältliche Opirus Komponenten mit dem in Deutschland nicht erhältlichen Modell Centennial (mit Hinterradantrieb) der Konzernschwester Hyundai, seit der Modellpflege mit dem Grandeur. Der kombinierte Verbrauch von 10,9 Liter Normalbenzin (91 Oktan) pro 100 km liegt unterhalb des Durchschnitts.

## Zulassungszahlen
Zwischen 2003 und 2009 sind in der Bundesrepublik Deutschland insgesamt 1.534 Einheiten des Opirus neu zugelassen worden. Mit 553 Einheiten war 2006 das erfolgreichste Verkaufsjahr.
|  |

|  |

|  |

|  |

|  |

|  |

|  |

|  |

|  |

|  |

|  |

|  |

|  |

|  |

|  |

|  |

|  |

|  |

|  |

|  |

|  |

|  |

|  |

|  |

|  |

|  |

|  |

|  |

|  |

|  |

|  |

|  |

|  |

|  |

|  |

|  |

|  |

|  |

|  |

|  |

|  |

|  |

|  |

|  |

|  |

|  |

|  |

|  |

|  |

|  |

|  |

|  |

|  |

|  |

|  |

|  |

|  |

|  |

|  |

|  |

|  |

|  |

|  |

|  |

|  |

|  |

|  |

|  |

|  |

|  |

|  |

|  |

|  |

|  |

|  |

|  |

|  |

|  |

|  |

|  |

|  |

|  |

|  |

|  |

|  |

|  |

|  |

|  |

|  |

|  |

|  |

|  |

|  |

|  |

|  |

|  |

|  |

|  |

|  |

|  |

|  |

|  |

|  |

|  |

|  |

|  |

|  |

|  |

|  |

|  |

|  |

|  |

|  | Kia Opirus (1.534) |

|  | Kia Opirus (1.534) |